# M19対戦車地雷

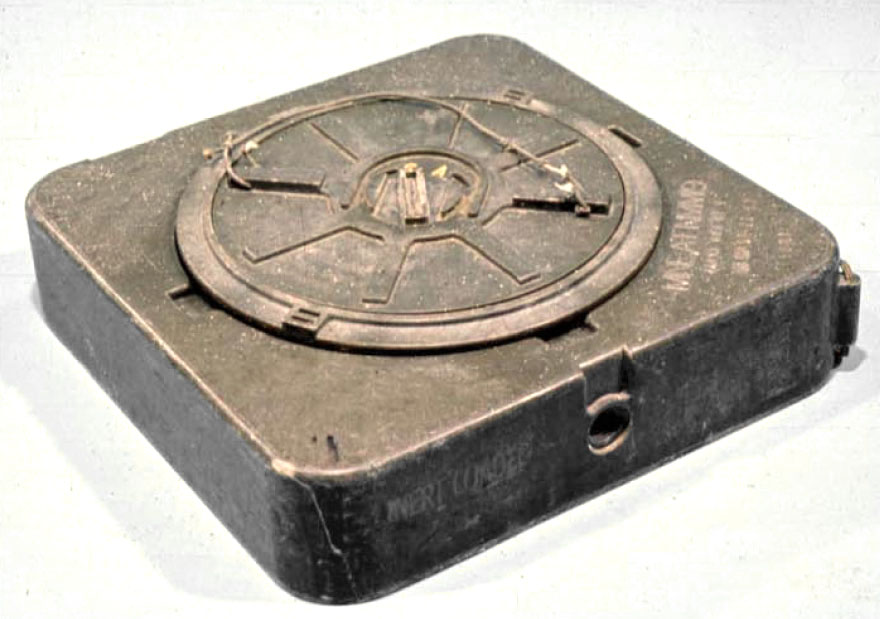
M19対戦車地雷

M19対戦車地雷（M19 mine）は、オリーブ色の大型の四角形のプラスチックに梱包されたアメリカ合衆国の対戦車地雷。金属の部品は銅の起爆薬容器とステンレスの撃針の2つで計2.86gしか使われておらず、発見しづらい。無火薬化されたM80擬地雷も生産されている。

## 概要
プラスチック製のケースはオリーブグリーンであり、中央に大型の信管を有する。側面1箇所に把手がある。信管はM606信管が取り付けられ、これにはセーフとアームドの両モードに設定できるスイッチがある。地雷除去対策用に第2信管の装着も可能で、引張式のM1アクチベータまたはM5「マウス・トラップ」が用いられる。
アメリカ軍における備蓄量は、1990年の湾岸戦争時でおよそ74,000発、2002年時点で63,000発であるとされる。
チリ、韓国、トルコでライセンス生産されており、イランではコピーが生産されている。
他にもアフガニスタン、アンゴラ、チャド、チリ、キプロス、イラン、イラク、ヨルダン、朝鮮半島、レバノン、西サハラ、ザンビアで使用された。

## 諸元
- 重量：12.7kg
- 大きさ:332×332mm
- 高さ：94mm
- 爆薬：コンポジションB10kg
- 作動圧力：170±55kg